# Komsomolski (Mirskoi)
Komsomolski - Комсомольский (rus) és un possiólok del krai de Krasnodar, a Rússia. El 2010 tenia 126 habitants. Es troba a les terres baixes de Kuban-Azov. És a 23 km al nord-oest de Kropotkin i a 121 km al nord-est de Krasnodar. Pertany al possiólok de Mirskoi.